# Airon-Saint-Vaast
Airon-Saint-Vaast es una comuna francesa situada en el departamento de Paso de Calais, en la región de Alta Francia.

## Demografía
| 171 | 144 | 130 | 120 | 166 | 231 | 190 |
| Para los censos de 1962 a 1999 la población legal corresponde a la población sin duplicidades (Fuente: INSEE [Consultar]) |     |     |     |     |     |     |